# Provincia di Dak Nong
Dak Nong (vietnamita: Ðắc Nông) è una provincia del Vietnam, della regione di Tây Nguyên. Occupa una superficie di 6.515,3 km² e ha una popolazione di 622.168 abitanti. 
La capitale provinciale è Gia Nghĩa. 

## Distretti
Dal punto di vista amministrativo, di questa provincia fanno parte la municipalità autonoma di Gia Nghia e i distretti:
- Cư Jút
- Đăk Mil
- Đăk Glong
- Đăk R'Lấp
- Đăk Song
- Krông Nô
- Tuy Đức